# Vellozia brachypoda
Vellozia brachypoda är en enhjärtbladig växtart som beskrevs av Lyman Bradford Smith och Edward Solomon Ayensu. Vellozia brachypoda ingår i släktet Vellozia och familjen Velloziaceae. Inga underarter finns listade.